# I Capuleti e i Montecchi
I Capuleti e i Montecchi (Os Capuletos e os Montecchio) é uma ópera de Vincenzo Bellini. O libreto de Felice Romani é uma adaptação da história de Romeu e Julieta a partir de uma ópera de Nicola Vaccai chamada Giulietta e Romeo, que por sua vez foi baseada em fontes italianas e não diretamente de Shakespeare.
Bellini foi persuadido a escrever uma ópera para o carnaval de 1830 no Teatro La Fenice, em Veneza, com somente um mês e meio disponível para a composição. Grande parte da música foi apropriada de uma de suas óperas anteriores, a mal sucedida Zaira.
A estreia de I Capuleti e i Montecchi foi em 11 de março de 1830.